# 狄爾里奇·巴德
狄爾里奇·巴德（英語：Karl Diedrich Bader，1966年12月24日—）是美國的一位演員、配音和喜劇演員。他最出名是出演過喜劇電影，包括《The Beverly Hillbillies》、《Office Space》、《歐洲任我行》和《炸彈頭拿破崙》，以及處境喜劇《The Drew Carey Show》、《副人之仁》、《Outsourced》和《American Housewife》。此外巴德也是一位配音演員，擔任過蝙蝠俠等動畫角色的配音。

## 早年
狄爾里奇·巴德於1966年平安夜出生在維珍尼亞州的亞歷山卓，母親是德國出生的葛瑞塔·巴德（1931年-2014年），是一名雕塑家，而父親是威廉·B·巴德（1931年-2016年），是一名基金會執行官和政治活動家。他的父系曾祖父是新澤西州大西洋城的市長愛德華·L·巴德。
當巴德兩歲時，他的家人搬到巴黎，但他回到美國入讀格羅夫頓高中。他畢業於維珍尼亞州的T·C·威廉姆斯高中，並在北卡羅來納州藝術學院上大學。

## 個人生活
巴德在1997年與女演員Dulcy Rogers結婚。